# وزنه‌برداری در المپیک تابستانی ۲۰۲۴ – ۷۳ کیلوگرم مردان
وزنه‌برداری وزن ۷۳ کیلوگرم مردان، یکی از بخش‌های وزنه‌برداری در المپیک تابستانی ۲۰۲۴ بود که ۸ اوت ۲۰۲۴ در نمایشگاه پورت دو ورسای پاریس برگزار شد.

## رکوردها
تا پیش از این مسابقات، جدول رکوردها به شرح زیر بود.
پیش از این رقابت، رکوردهای جهانی و المپیک موجود به شرح زیر بود.
| رکورد جهانی  | یک ضرب | شی ژیونگ (CHN)           | ۱۶۹ کیلوگرم | تاشکند، ازبکستان | ۲ آوریل ۲۰۲۱  |  |
| رکورد جهانی  | دو ضرب | رحمت اروین عبدالله (INA) | ۲۰۴ کیلوگرم | تاشکند، ازبکستان | ۶ فوریه ۲۰۲۴  |  |
| رکورد جهانی  | مجموع  | ریزکی جونیانسیا (INA)    | ۳۶۵ کیلوگرم | فوکت، تایلند     | ۴ آوریل ۲۰۲۴  |  |
|              |        |                          |             |                  |               |  |
| رکورد المپیک | یک ضرب | شی ژیونگ (CHN)           | ۱۶۶ کیلوگرم | توکیو، ژاپن      | ۲۸ ژوئیه ۲۰۲۱ |  |
| رکورد المپیک | دو ضرب | شی ژیونگ (CHN)           | ۱۹۸ کیلوگرم | توکیو، ژاپن      | ۲۸ ژوئیه ۲۰۲۱ |  |
| رکورد المپیک | مجموع  | شی ژیونگ (CHN)           | ۳۶۴ کیلوگرم | توکیو، ژاپن      | ۲۸ ژوئیه ۲۰۲۱ |  |

رکوردهای شکسته شده در این دوره به شرح زیر هستند.
| کتگوری | ورزشکار               | رکورد جدید  | گونه |
| ------ | --------------------- | ----------- | ---- |
| دوضرب  | ویراپون ویچوما (THA)  | ۱۹۸ کیلوگرم | JWR  |
| دوضرب  | ریزکی جونیانسیا (INA) | ۱۹۹ کیلوگرم | ر.ک  |

## نتایج
| رتبه | ورزشکار            | ملت       | یک‌ضرب (کیلوگرم) | یک‌ضرب (کیلوگرم) | یک‌ضرب (کیلوگرم) | یک‌ضرب (کیلوگرم) | دوضرب (کیلوگرم) | دوضرب (کیلوگرم) | دوضرب (کیلوگرم) | دوضرب (کیلوگرم) | Total |
| رتبه | ورزشکار            | ملت       | ۱               | ۲               | ۳               | نتیجه           | ۱               | ۲               | ۳               | نتیجه           | Total |
| ---- | ------------------ | --------- | --------------- | --------------- | --------------- | --------------- | --------------- | --------------- | --------------- | --------------- | ----- |
| 1    | ریزکی جونیانسیا    | اندونزی   | ۱۵۵             | ۱۵۵             | ۱۶۲             | ۱۵۵             | ۱۹۱             | ۱۹۹             | —               | ۱۹۹ ر.ک         | ۳۵۴   |
| 2    | ویراپون ویچوما     | تایلند    | ۱۴۸             | ۱۵۲             | ۱۵۲             | ۱۴۸             | ۱۹۰             | ۱۹۴             | ۱۹۸             | ۱۹۸ JWR         | ۳۴۶   |
| 3    | بوژیدار آندریف     | بلغارستان | ۱۴۸             | ۱۵۲             | ۱۵۴             | ۱۵۴             | ۱۸۳             | ۱۸۷             | ۱۹۰             | ۱۹۰             | ۳۴۴   |
| ۴    | محمد فورکان ازبک   | ترکیه     | ۱۵۰             | 153             | 155             | ۱۵۰             | 189             | 191             | ۱۹۱             | ۱۹۱             | ۳۴۱   |
| ۵    | لوئیس خاویر موسکرا | کلمبیا    | 150             | ۱۵۰             | ۱۵۵             | ۱۵۵             | 185             | ۱۸۵             | 189             | ۱۸۵             | ۳۴۰   |
| ۶    | ماسانوری میاموتو   | ژاپن      | ۱۴۷             | ۱۵۱             | ۱۵۵             | ۱۵۱             | ۱۸۷             | ۱۸۷             | ۱۹۳             | ۱۸۷             | ۳۳۸   |
| ۷    | پارک جو هیو        | کره جنوبی | ۱۴۶             | ۱۴۷             | ۱۵۰             | ۱۴۷             | ۱۸۶             | ۱۸۷             | ۱۹۶             | ۱۸۷             | ۳۳۴   |
| ۸    | کریم بن هنیا       | تونس      | ۱۴۵             | ۱۴۵             | ۱۴۹             | ۱۴۹             | ۱۸۱             | ۱۸۶             | ۱۸۷             | ۱۸۱             | ۳۳۰   |
| ۹    | برناردن ماتام      | فرانسه    | ۱۳۸             | ۱۴۲             | ۱۴۵             | ۱۴۵             | ۱۷۵             | ۱۷۵             | ۱۸۰             | ۱۷۵             | ۳۲۰   |
| —    | شی ژیونگ           | چین       | ۱۶۱             | ۱۶۵             | ۱۶۸             | ۱۶۵             | ۱۹۱             | ۱۹۱             | ۱۹۱             | —               | DNF   |
| —    | خولیو مایورا       | ونزوئلا   | ۱۵۲             | ۱۵۶             | ۱۵۶             | ۱۵۲             | ۱۸۸             | ۱۸۸             | ۱۹۲             | —               | DNF   |
| —    | ریتوارس سوهارئوس   | لتونی     | ۱۴۷             | ۱۴۷             | —               | —               | —               | —               | —               | —               | DNF   |